# Drymophila moorei
Drymophila moorei là một loài thực vật có hoa trong Họ Loa kèn Peru. Loài này được Baker mô tả khoa học đầu tiên năm 1875.

## Hình ảnh

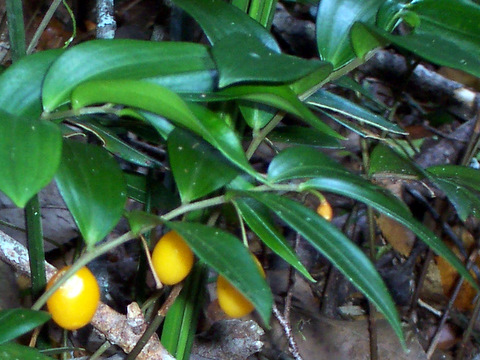